# Газодинамічний лазер
Газодинамічний лазер (GDL) — це лазер, заснований на різницях у швидкостях релаксації коливальних станів молекул. Газ — лазерне середовище має такі властивості, що енергетично слабший коливальний стан релаксує швидше, ніж вищий коливальний стан, і тому інверсія населеності досягається за певний час. Був винайдений Едвардом Джеррі та Артуром Кантровіцем у Дослідницькій лабораторії Avco Everett у 1966 році
Чисті газодинамічні лазери зазвичай використовують камеру згоряння, надзвукове розширювальне сопло та CO 2 у суміші з азотом або гелієм як лазерне середовище.
Газодинамічні лазери можуть нагнітатися шляхом горіння або адіабатичного розширення газу. Може бути використаний будь-який гарячий і стиснений газ з відповідною вібраційною структурою.
Газодинамічний лазер з вибуховим нагнітанням є версією GDL з нагнітанням шляхом розширення продуктів вибуху. Гексанітробензол чи тетранітрометан з металевим порошком є рекомендованими вибуховими речовинами для цього. Цей пристрій теоретично здатен мати дуже високу імпульсну вихідну потужність, придатну для лазерної зброї.

## Дія

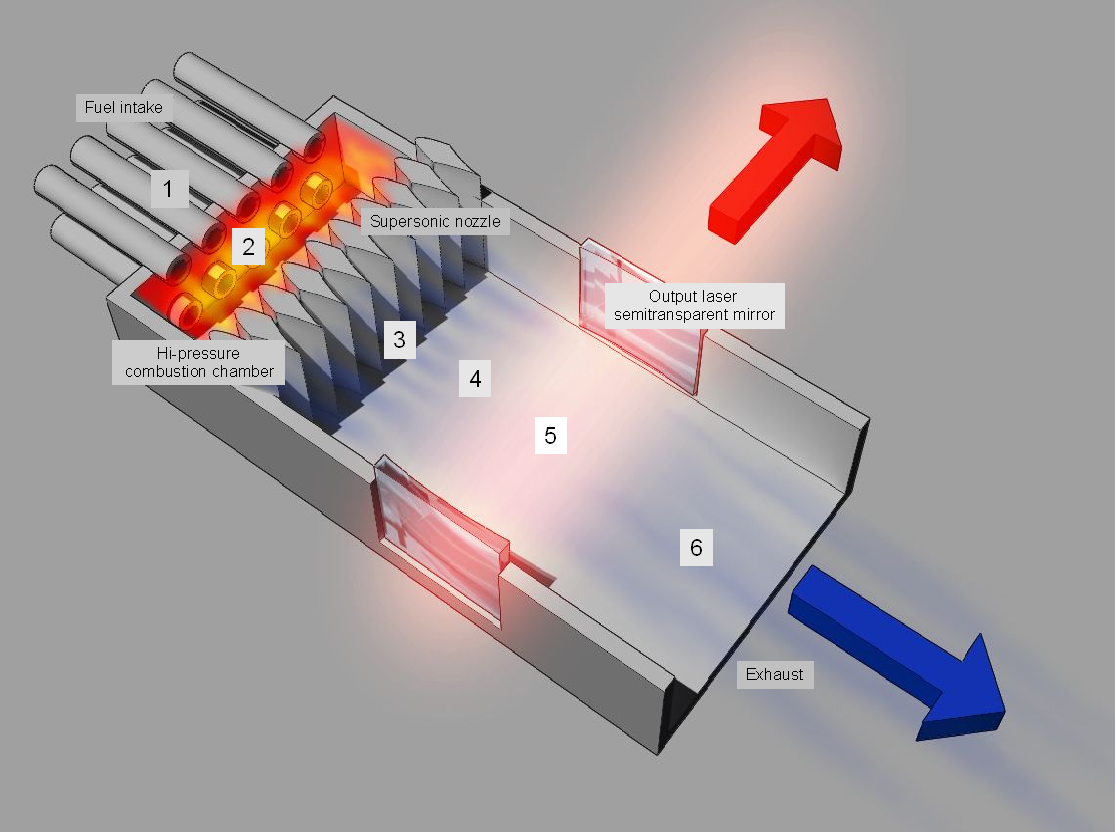
Компоненти та дія газодинамічного лазера

1. Утворюється гарячий стиснений газ.
2. Газ розширюється через дозвукове або надзвукове розширювальне сопло, температура газу стає нижчою, і відповідно до розподілу Максвелла — Больцмана газ не перебуває в термодинамічній рівновазі, доки коливальні стани не релаксують.
3. Газ тече по трубці певної довжини протягом певного часу. У цей час нижчий вібраційний стан розслабляється, але вищий вібраційний стан — ні. Таким чином досягається інверсія сукупності.
4. Газ протікає через дзеркальну область, де відбувається вимушене випромінювання.
5. Газ повертається до рівноваги та стає теплим. Його необхідно видалити з порожнини лазера, інакше він буде перешкоджати термодинаміці та релаксації вібраційного стану щойно розширеного газу.

## Застосування
Майже будь-який хімічний лазер використовує газодинамічні процеси для підвищення ефективності.
Висока енергоефективність (до 30 %) і дуже висока вихідна потужність роблять GDL придатним для деяких (особливо військових) застосувань.